# Rasmus Karjalainen
Rasmus Karjalainen (Oulu, Finlandia, 4 de abril de 1996) es un futbolista finlandés. Su posición es la de delantero y su club es el SJK Seinäjoki de la Veikkausliiga de Finlandia.

## Trayectoria

### AC Oulu
Su debut como profesional se dio el 23 de febrero de 2013 en un partido de copa ante el Jakobstads Bollklubb entrando de cambio al minuto 58' por Joonas Sohlo, su equipo terminó cayendo en ese encuentro 3-0.

### PS Kemi
Tras terminar contrato con el AC Oulu llegó de manera libre al PS Kemi.

### KuPS Kuopio
Para la temporada 2018 se dio su llegada al KuPS Kuopio de manera libre.

### Fortuna Sittard
El 24 de junio de 2019 se hizo oficial su llegada al Fortuna Sittard firmando un contrato hasta 2023.

### Örebro SK
El 25 de agosto de 2020 se anunció su préstamo por un año al Örebro SK.

### Helsingborgs IF
El 17 de julio de 2021 se hizo oficial su llegada al Helsingborgs IF firmando un contrato hasta 2023.

### AC Oulu
En junio de 2022 regresó al AC Oulu. El 23 de julio jugó su primer partido en liga ante el IFK Mariehamn arrancando como titular y saliendo de cambio al minuto 73', al final su equipo terminaría ganando por marcador de 3-1.

## Selección absoluta

### Participaciones en selección nacional
| Torneo                        | Categoría | Sede | Resultado    | Partidos | Goles |
| ----------------------------- | --------- | ---- | ------------ | -------- | ----- |
| Liga de Naciones UEFA 2018-19 | Absoluta  | UEFA | Ascenso      | 2        | 0     |
| Liga de Naciones UEFA 2020-21 | Absoluta  | UEFA | Primera fase | 2        | 0     |

## Estadísticas

### Clubes
Actualizado al último partido jugado el 22 de octubre de 2022.
| AC Oulu · Finlandia | 2.ª           | 2013          | 0   | 0  | 1  | 0 | - | - | 1   | 0  | 0.00 |
| AC Oulu · Finlandia | 2.ª           | 2014          | 0   | 0  | 1  | 0 | - | - | 1   | 0  | 0.00 |
| AC Oulu · Finlandia | 2.ª           | 2016          | 22  | 3  | 1  | 0 | - | - | 23  | 3  | 0.13 |
| PS Kemi · Finlandia | 1.ª           | 2017          | 32  | 8  | 5  | 1 | - | - | 37  | 9  | 0.24 |
| PS Kemi · Finlandia | Total         | Total         | 32  | 8  | 5  | 1 | 0 | 0 | 37  | 9  | 0.24 |
| KuPS Kuopio · Finlandia | 1.ª           | 2018          | 31  | 16 | 6  | 2 | 2 | 1 | 39  | 19 | 0.48 |
| KuPS Kuopio · Finlandia | 1.ª           | 2019          | 12  | 3  | 5  | 1 | - | - | 17  | 4  | 0.23 |
| KuPS Kuopio · Finlandia | Total         | Total         | 43  | 19 | 11 | 3 | 2 | 1 | 56  | 23 | 0.41 |
| Fortuna Sittard · Países Bajos | 1.ª           | 2019-20       | 15  | 1  | 2  | 1 | - | - | 17  | 2  | 0.12 |
| Fortuna Sittard · Países Bajos | Total         | Total         | 15  | 1  | 2  | 1 | 0 | 0 | 17  | 2  | 0.12 |
| Örebro SK · Suecia | 1.ª           | 2020          | 13  | 4  | 1  | 1 | - | - | 14  | 5  | 0.36 |
| Örebro SK · Suecia | 1.ª           | 2021          | 0   | 0  | 2  | 1 | - | - | 2   | 1  | 0.50 |
| Örebro SK · Suecia | Total         | Total         | 13  | 4  | 3  | 2 | 0 | 0 | 16  | 6  | 0.36 |
| Helsingborgs IF · Suecia | 2.ª           | 2021          | 18  | 3  | 1  | 1 | - | - | 19  | 4  | 0.21 |
| Helsingborgs IF · Suecia | 1.ª           | 2022          | 4   | 0  | -  | - | - | - | 4   | 0  | 0.00 |
| Helsingborgs IF · Suecia | Total         | Total         | 22  | 3  | 1  | 1 | 0 | 0 | 23  | 4  | 0.17 |
| AC Oulu · Finlandia | 1.ª           | 2022          | 14  | 7  | -  | - | - | - | 14  | 7  | 0.50 |
| AC Oulu · Finlandia | Total club    | Total club    | 36  | 10 | 2  | 0 | 0 | 0 | 38  | 10 | 0.26 |
| Total carrera | Total carrera | Total carrera | 161 | 45 | 25 | 8 | 2 | 1 | 188 | 54 | 0.29 |
| (1) Incluye datos de Copa de la Liga de Finlandia, Copa de Finlandia y Copa de los Países Bajos. (2) Incluye datos de Liga de Campeones de la UEFA y Liga Europa de la UEFA. (3) No incluye goles en partidos amistosos. |               |               |     |    |    |   |   |   |     |    |      |

### Selección nacional
Actualizado al último partido jugado el 11 de noviembre de 2020.
| Selección            | Año   | Eliminatorias | Eliminatorias | Eliminatorias | Continental | Continental | Continental | Mundial | Mundial | Mundial | Amistosos | Amistosos | Amistosos | Total | Total | Total  | Media goleadora |
| Selección            | Año   | Part.         | Goles         | Asist.        | Part.       | Goles       | Asist.      | Part.   | Goles   | Asist.  | Part.     | Goles     | Asist.    | Part. | Goles | Asist. | Media goleadora |
| -------------------- | ----- | ------------- | ------------- | ------------- | ----------- | ----------- | ----------- | ------- | ------- | ------- | --------- | --------- | --------- | ----- | ----- | ------ | --------------- |
| Sub-20 · Finlandia   |       |               |               |               |             |             |             |         |         |         |           |           |           |       |       |        |                 |
| 2016                 | —     | —             | —             | —             | —           | —           | —           | —       | —       | 1       | 0         | 0         | 1         | 0     | 0     | 0.00   |                 |
| Total                | 0     | 0             | 0             | 0             | 0           | 0           | 0           | 0       | 0       | 1       | 0         | 0         | 1         | 0     | 0     | 0.00   |                 |
| Sub-21 · Finlandia   |       |               |               |               |             |             |             |         |         |         |           |           |           |       |       |        |                 |
| 2017                 | —     | —             | —             | 2             | 0           | 0           | —           | —       | —       | 5       | 0         | 0         | 7         | 0     | 0     | 0.00   |                 |
| 2018                 | —     | —             | —             | 2             | 0           | 0           | —           | —       | —       | —       | —         | —         | 2         | 0     | 0     | 0.20   |                 |
| Total                | 0     | 0             | 0             | 4             | 0           | 0           | 0           | 0       | 0       | 5       | 0         | 0         | 9         | 0     | 0     | 0.00   |                 |
| Absoluta · Finlandia |       |               |               |               |             |             |             |         |         |         |           |           |           |       |       |        |                 |
| 2018                 | —     | —             | —             | 2             | 0           | 0           | —           | —       | —       | 2       | 0         | 1         | 4         | 0     | 1     | 0.00   |                 |
| 2019                 | —     | —             | —             | 3             | 0           | 0           | —           | —       | —       | 2       | 1         | 0         | 5         | 1     | 0     | 0.20   |                 |
| 2020                 | —     | —             | —             | 2             | 0           | 0           | —           | —       | —       | 2       | 0         | 1         | 4         | 0     | 1     | 0.00   |                 |
| Total                | 0     | 0             | 0             | 7             | 0           | 0           | 0           | 0       | 0       | 6       | 1         | 2         | 13        | 1     | 2     | 0.08   |                 |
| Total                | Total | 0             | 0             | 0             | 11          | 0           | 0           | 0       | 0       | 0       | 12        | 1         | 2         | 23    | 1     | 1      | 0.04            |
| 1. 2.                |       |               |               |               |             |             |             |         |         |         |           |           |           |       |       |        |                 |